# Bob hund
Bob hund, stiliserat som bob hund, är ett svenskt indierockband bildat 1991 av Jonas Jonasson, Mats Hellquist och Thomas Öberg i Stockholm. Efter ungefär ett halvår hade bandet utökats med Conny Nimmersjö, Johnny Essing och Mats Andersson. 1993 skrev bandet kontrakt med skivbolaget Silence Records och gav samma år även ut sin första EP. Första fullängdsalbumet kom 1994 och med det tredje albumet Jag rear ut min själ! Allt skall bort!!! från 1998 fick bandet sitt genombrott för en bredare publik.
Bandet har vid ett flertal tillfällen kallats för Sveriges bästa liveband. Bob hunds nämnda inspirationer är Philemon Arthur and the Dung, Velvet Underground, Gun Club, Kraftwerk, Pixies, Captain Beefheart, Taurus II och svensk punk.
I september 2024 tillkännagavs att bandet kommer att läggas ned. Den sista konserten är annonserad till den 30 augusti 2025.

## Namn och logotyp
Namnet kommer från att några av medlemmarna i bandet satt och tittade på tv, där de såg Get a Job (1985 film)(en) om en tecknad hund som det gick hemskt dåligt för. Hunden hette Bob Dog. Öbergs barndomsvän Martin Kann blev därefter ombedd att rita en hund, klottret han gjorde under det telefonsamtalet blev sedermera deras logotyp.

## Historia
I slutet av 1980-talet spelade Jonas Jonasson i bandet APA (Aldrig på Arbetet). Thomas Öberg, som var Jonassons vän från tonåren, brukade ibland spela trummor i APA samtidigt som han var aktiv i banden Instant Life och Oven and Stove. Oven and Stove spelades vid några tillfällen på P3 med låten Wrong Lola. Efter ett tag blev Mats Hellquist medlem i APA som basist. Ungefär samtidigt började Mats Hellquist, Jonas Jonasson och Thomas Öberg att repa ihop som trio. Conny Nimmersjö bjöds in att delta eftersom han ägde en replokal. Johnny Essing var skyldig Mats Hellquist 100 kronor, och eftersom Essing inte kunde betala tillbaka pengarna ska han som kompensation ha fått börja repa med bandet, som ännu inte tagit namnet Bob hund. Bandet hade svårt att hitta en fast trummis, så ofta spelade Öberg trummor eller så användes en trummaskin. Först senare tog sig bandet namnet Bob hund. 

### Bob hund under 1990-talet
Under hösten 1991 gick bandet in för musiken på allvar och tre spelningar ordnades. Bob hunds första spelning ägde rum 27 september i en replokal på Torkel Knutssonsgatan i Stockholm. Det var mest familj och vänner som var närvarande under spelningen. Mats Andersson var ännu inte full medlem i bandet, så under spelningen använde man i stället en trummaskin. Bob hund hade vid denna tid spelat in sin första demokassett, som senare skulle ges ut på vinyl under namnet Edvin Medvind. Fler spelningar ordnades under våren 1992, nu med Mats Andersson som fast trummis. En av spelningarna var på klubben Hannas Källare. På Hannas krog arbetade vid den tiden DJ:n Marcus Törncrantz, som senare kom att bli Bob hunds manager. Bob hunds spelningar var oftast i Stockholm, men 1993 hade de sin första spelning utanför Stockholm, på Lunds nation i Lund. Ingen i Bob hund hade körkort vid denna tidpunkt, så deras roadie var Magnus Carlson, som senare skulle bilda Weeping Willows.
Till sommaren 1993 bokade Hultsfredsfestivalen Bob hund till Stora Dansbanan. Den mängd publik som ville se Bob hunds explosiva scenakt var över förväntan, och inkluderade flera personer från olika skivbolag. Veckan efter konserten ringde tre skivbolag och bokade möten med Bob hund och Marcus Törncrantz, vilket ledde till ett kontrakt hos Silence Records. Två månader senare hade bandet spelat in sin första skiva, minialbumet bob hund. Omslaget skapades av Martin Kann, den barndomsvän till Thomas Öberg och Jonas Jonasson som tidigare designat bandets logga. Samma år fick Bob hund sin första grammis, i kategorin årets rockgrupp.
Den 1 januari 1994 gav bandet ut demon från 1992, Edvin Medvind, som sjutumssingel. Singeln släpptes i 480 exemplar, men blev numrerad upp till 600.[källa behövs] Bandet började få allt fler spelningar, inklusive Roskildefestivalen som blev deras första spelning utanför Sverige. Bara några dagar före Roskildefestivalen, den 24 juni, bröt Thomas Öberg foten på en spelning i Skellefteå. Under de följande tre månader foten läkte uppträdde han därför med kryckor uppe på scenen. På Hultsfredsfestivalen blev Bob hund uppgraderade till Hawaiiscenen, festivalens största scen. Samma dag, 12 augusti 1994, släpptes Bob hunds första fullängdsalbum, som precis som minialbumet fick namnet bob hund. Det året fick Bob hund även ännu en grammis, som bästa liveband. 
Efter två hektiska år tog gruppen en kort paus under 1995. Samtidigt började de arbeta på nytt material. Utgivningen av detta fick dock vänta en tid, eftersom Bob hund blev bestulna på sina musikinstrument i Stockholm. Bara ett av instrumenten återfanns och bandet fick köpa nya instrument.
Övrig tid 1995 ägnades åt turnéer och festivalspelningar. Bandet gjorde även en turné på Stockholms gymnasieskolor – nio konserter på nio olika gymnasier. Efter sju månader utan en enda konsert gav Bob hund ut sin första egentliga singel, "Istället för musik: förvirring". Den fick stor uppmärksamhet i radio och tog sig in på Topp 20 på singellistan och Trackslistan, och videon visades flitigt på både MTV och ZTV. 
Under hösten 1996, efter framgångarna med singeln, släpptes så bandets andra album Omslag: Martin Kann. Albumet blev en stor kritikerframgång, och efter skivsläppet kom en mängd nomineringar. Thomas Öberg fick en grammis som årets textförfattare och omslaget, än en gång signerat Martin Kann, fick ett guldägg. I oktober släpptes singeln "Düsseldorf", som första och enda singel från Omslag: Martin Kann. Bob hund uppträdde samma år i tv-programmet Sen kväll med Luuk med "Düsseldorf". Det engelska indiepopbandet Blur började uppmärksamma Bob hund i engelska tidningar, och bandets gitarrist, Graham Coxon, skickade förfrågningar om att få spela med Bob hund. Bandet tackade dock nej till erbjudandet, och i stället ägnades sommaren åt en framgångsrik Kalasturné, ett kringresande turnépaket med Weeping Willows, Bob hund och Whale.
I slutet av 1997 släppte Bob hund en ny singel, en cover av Pere Ubus låt "Final Solution", trots att bandet tidigare sagt att de aldrig skulle göra covers. Den svenska översättningen av låten fick titeln "Ett fall och en lösning"; arbetstiteln var "En slutgiltig lösning". Singeln hamnade på Topp 20 på singellistan i Sverige, och den blev också gruppens genombrott i Norge. Bandet hade vid den här tiden även diskuterat att starta ett engelskspråkigt band, Bergman Rock, men det blev Bob hund som gällde ännu ett tag.
Sommaren 1998 var Thomas Öberg sommarpratare. I juni 1998 släpptes singeln "Nu är det väl revolution på gång?". Även den tog sig in på topp 20 på singellistan, och släppet följdes av sommarfestivaler och en avslutande och lika succéartad Kalasturné som året innan.
| ”           | Med hjälp av extrem närvaro, häpnadsväckande mikrofonteknik och mer än fem meter höga hopp i luften är Thomas Öberg i bob hund det största orosmolnet på svenska scener 1998. | „ |
| – Expressen | |   |

Detta skrev Expressen i sin motivering då Thomas Öberg fick Guldgadden som 1998 års scenpersonlighet. Samtidigt utnämndes gruppen till "Årets bästa liveband".
I december 1998 släpptes Bob hunds tredje album Jag rear ut min själ! Allt skall bort!!!. Suget efter gruppen var större än någonsin och skivan sålde lika mycket på två veckor som Omslag: Martin Kann gjorde under 2½ år. Albumet hamnade på topp 20 på albumlistan, och årslistorna i alla tidningar dominerades totalt av Bob hund. Bandet uppträdde för andra gången i Sen kväll med Luuk, med låten "Tralala lilla molntuss, kom hit skall du få en puss" från albumet. Kent sa i Aftonbladet att årets bästa låt var "Bob hunds 115:e Dröm". Expressens kulturredaktion gav gruppen sitt Spelmanpris 1998, Nöjesguiden gav Bob hund ett diplom för bästa skiva 1998, Aftonbladet utsåg nya skivan till en av de 10 bästa 1998, P3:s lyssnare röstade fram gruppen som årets liveband och Bob hund tilldelades Guldmicken. Fyra grammisnomeringar blev det den här gången också. Martin Kann tilldelades ännu en gång reklambranschens utmärkelse Guldägget för förpackningen av albumet Jag rear ut min själ!! Allt ska bort!!!.
1999 släppte Bob hund singeln "Helgen v.48", samt en film där man fick följa Bob hund under gruppens turnéer åren 1993-1998; Bob hund - en film av Dan Sandqvist och Martin Kann.
Efter den här vågen hade Bob hund redan skrivit och spelat in fyra låtar med sidoprojektet Bergman Rock. Alla låtarna skickades ut till skivbolag runt om i världen. Bob hund planerade även att göra ett album med Bergman Rock under hösten 1999, fast det var inget fastställt. Under tiden hade gruppen semester. Conny och Johnny började producera och spela in låtar med bandet Larry & The Lefthanded. Johnny Essing hade samtidigt ett sidoprojekt med trummisen Mats Andersson som kallades The Galéns.
De jobbade med att spela in en demo. Thomas Öberg och Jonas Jonasson höll på med att producera Robert Johnson & The Punchdrunks nya album. Parallellt med detta skrev alla medlemmarna låtar till Bergman Rock. Johnny Essing började sedan jobba flitigt med bandet Chesty Morgan. Under slutet av 1999 förväntades en skiva med Bob hunds alias Bergman Rock.

### 2000–2003
År 2000 började inte bra för Bob hund och Bergman Rock, då sex av bandets gitarrer och två basar blev stulna. Tillsammans var instrumenten värda 115 000 kronor. Bergman Rock hade redan spelat in 12 låtar som skulle fungera som en demo till olika utländska skivbolag. En tur till USA var också planerad under mars månad. Bergman Rock skulle uppträda i Austin, Texas den 16 mars på festivalen South by Southwest. Stölden tog ännu hårdare än vad bandet först trodde och Bergman Rock fick ställa in alla sina konserter under våren 2000. Till slut fick man tillbaka tre gitarrer som hade hittats i ett soprum i Solna. Bergman Rock bokade en spelning i London den 26 april på klubben The Scala. Samma månad släppte Bergman Rock sin första singel "Help the band" på internet. Aftonbladets krönikör Håkan Steen skrev i en spalt om den nya singeln: "Man undrade, för att inte säga tvivlade. Kunde Bob hund vara lika fantastiska på engelska? Det kan de." Trots den stora uppmärksamheten kring Bergman Rock gjorde Bob hund några spelningar under sommaren. Den ena konserten var på Hultsfredsfestivalen, på Hawaiiscenen. Hela konserten filmades och direktsändes av ZTV.
Under vintern 2000 tog bandet paus och skrev låtar åt både Bergman Rock och Bob hund. Vissa av medlemmarna jobbade också samtidigt med andra band. 2001 började som en chock. Medierna hade väntat sig ett album med Bergman Rock, men istället bestämde sig bandet för att ge ut en ny singel med Bob hund - Skall du hänga med? Nä!! som släpptes den 29 januari. Bob hund bokade en massa spelningar (två i London) och planerade att släppa ett nytt album 28 mars. 14 mars höll Bob hund presskonferens inför släppet av skivan Stenåldern kan börja. Under presskonferensen bjöds det på bullar som medlemmarna hade bakat själva. Bandet uppträdde akustiskt med vissa nya låtar från albumet. Bob hund blev sedan klara för sommarens Kalasturné. Soundtrack of our lives och Lars Winnerbäck var också med under turnén. Under sommaren fick Thomas Öberg en förfrågan om att sommarprata ännu en gång, vilket han tackade ja till.
2002 började med ett nytt skivsläpp, Ingenting. Skivan innehåller gamla demoinspelningar från 1992-1993. Den släpptes bara på vinyl och upplagan var begränsad till endast 1000 exemplar. Ingenting såldes slut på bara några dagar och därför lade Bob hund upp skivan på internet gratis. Under samma år släppte Bob hund en singel med namnet Den lilla planeten, en cover med svensk text av låten Tout petit la planète av den belgiske sångaren Roger Jouret, mera känd som Plastic Bertrand. Låten låg 10 veckor på Trackslistan och nådde som högst en tredjeplats. Efter succén med Bob hunds nya singel släpptes dubbelalbumet 10 år bakåt och 100 år framåt, en samlingsskiva med Bob hunds alla singlar genom tiderna. CD2 innehåller en liveupptagning från Bob hunds spelning i London 2001. Albumet släpptes endast som cd från början, men några månader efter skivsläppet så kom 10 år bakåt & 100 år framåt även på vinyl.
Sommaren 2002 skapades ett Bob hund-museum som var öppet under några veckor. Det var inhyst på Backstage på Kulturhuset i Stockholm. Entrén var 20 kronor och man fick på köpet en exklusiv Bob hund-knapp designad av Martin Kann. Hemsidan Allt om Stockholm delade ut priset Bäst i Stan till Bob hund i kategorin bästa artist. Priset röstades fram av sajtens besökare. Johnny Essing och Mats Hellquist var där för att ta emot priset. Bob hund fick också lite TV-tid i ett program som hette "Samtidigt på Gröna Lund", där man visade en liveupptagning av Den lilla planeten från Bob hunds spelning på Gröna Lund. ZTV spelade också in Bob hunds konsert i Hultsfred på Hawaiiscenen. Bob hund var även på Roskildefestivalen där de för första gången fick spela på Orangea Scenen, den största och mest omtalade scenen på Roskilde. Bob hund-museet i Stockholm blev en succé, och därför bestämde Bob hund sig för att låta museet besöka Helsingborg och Göteborg också.
2003 började Conny Nimmersjö producera och arbeta med Larry and the Lefthanded igen. Johnny Essing och Mats Andersson åkte ut och spelade med sitt band The Galéns. Lukas Moodysson hade precis släppt en ny film vid namn Terrorister och Bob hunds singel Den Lilla Planeten var med i inledningsscenen. Rykten florerade om att Bergman Rock äntligen skulle släppa sitt omtalade album, men så blev det inte. Istället släppte Bob hund en ny singel, Det där nya som skulle vara så bra. Med det nya singelsläppet gjorde Bob hund en turné med tretton konserter under hösten. Bergman Rocks album fick äntligen ett releasedatum, 23 december. Bergman Rock fick ljum kritik i medierna. Expressen gav albumet 2 av 5 i betyg, och detsamma gjorde Helsingborgs Dagblad. Vissa trodde att Bob hund nu hade splittrats.

### Återkomst

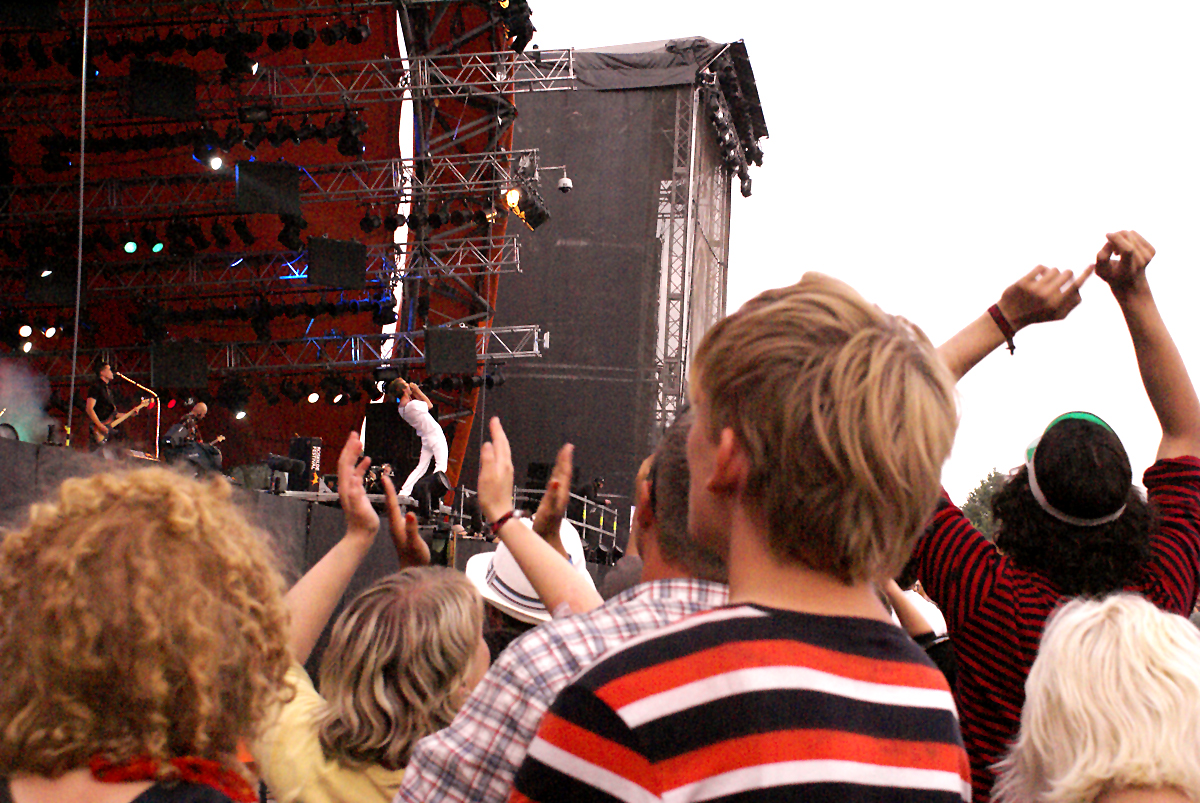
Bob hund på Oranga Scenen i Roskilde 2008

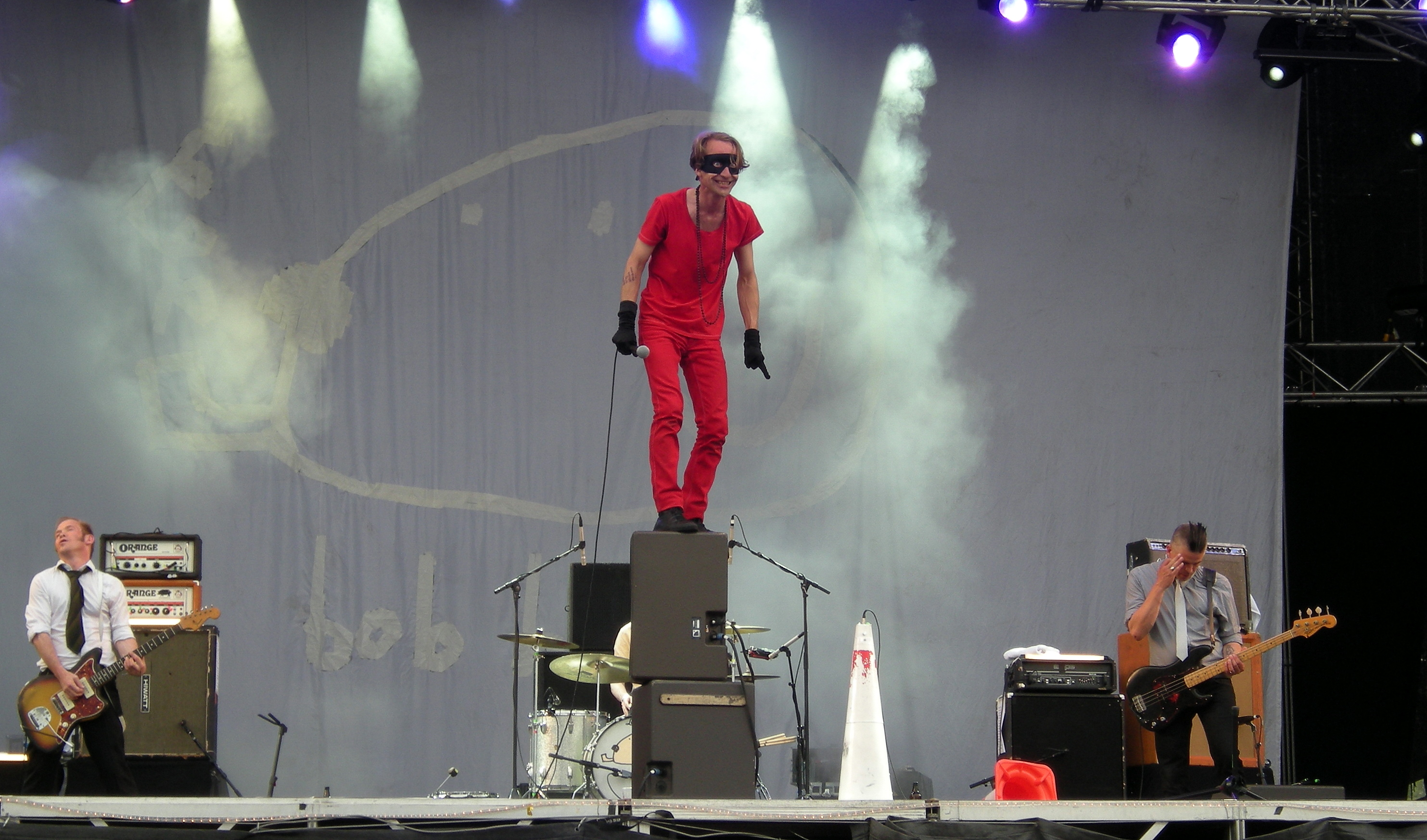
Bob hund uppträder på Peace & Love 2011 i Borlänge

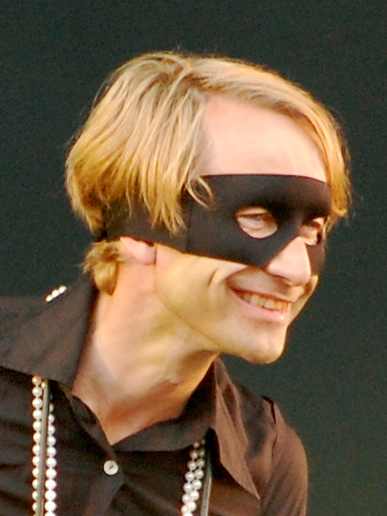
Thomas Öberg under Arvikafestivalen 2009

Efter sejouren med Bergman Rock bokade Bob hund en spelning på Debaser Medis som hade invigning samma kväll, 1 september 2006. Två nya låtar spelades, Sorg på Burk och Folkmusik för folk som inte kan bete sig som folk. Bob hund släppte en singel i januari 2007, dock med redan släppta låtar från EP:n Bob hund (1993). Singeln släpptes endast som vinyl i 500 exemplar. Efteråt producerade Thomas Öberg en låt av The Hives vid namn "Bigger Hole To Fill" som är den sista låten på skivan The Black And White Album. Efter en turné med Thåström kom Conny Nimmersjö ut med nyheten att han skulle släppa ett soloalbum. Albumet kom ut hösten 2007 och hette Skörheten & Oljudet. Vissa låtar på albumet hade Conny skrivit redan under Bob hunds och Bergman Rocks aktiva år.
På våren 2008 bokade Bob hund spelningar på fem festivaler i Skandinavien. En av spelningarna var på Orangea Scenen på Roskildefestivalen, direkt efter Slayers spelning. Två nya låtar spelades under konserten: Fantastiskt och Tinnitus i Hjärtat. Trummisen Mats Andersson var inte med vid konserten. Christian Gabel som bland annat turnerat med Connys band fick ta över trummorna som en temporär lösning. De andra spelningarna hölls vid Helsingborgsfestivalen, Pstereofestivalen i Norge, Parkenfestivalen i Norge och Popagandafestivalen i Stockholm.
Efter turnén 2008 bestämde man sig för ett datum och den 25 mars 2009 släpptes albumet Folkmusik för folk som inte kan bete sig som folk med nytt material. Delar av skivan spelades in i en ny studio i Malmö. Innan skivsläppet sålde man dock en exklusiv singel med låten Fantastiskt på. Skivan, som är en så kallad dubplate kom även med tillhörande skivspelare, såldes i ett enda exemplar på e-bay till priset av 3650 dollar, vilket därmed blev den dyraste skivan i svensk historia. Med anknytning till det här skivsläppet åkte bandet ut på en turné med start i Aalborg i april 2009.
Christian Gabel blev fullvärdig medlem i Bob hund och den sjunde bandmedlemmen i juni 2009.
4 september 2014 framfördes ett konsumistiskt allkonstverk med titeln Bob hund-opera på Malmö opera och våren 2015 sändes den i Sveriges Radio och Sveriges Television.

### Bob hund-festivalen
Den 6 juli 2013 anordnade Bob hund en endagsfestival i Folkets Hamn, Helsingborg, där de auktionerade ut gamla instrument och andra saker som legat kvar i deras gamla replokal. På festivalen kunde besökare äta bob hund-korv, dricka bob hund-öl samt bob hund-vin. Bob hund själva spelade inte, men samtliga medlemmar stod och spelade skivor i varsitt hörn. Det enda band som spelade på festivalen var Kometen kommer.
Bob hund spelade in den officiella videon till Billiga lösningar till varje pris under festivalen.

### 2015–2016
År 2015 valde de att släppa ljudupptagningen från Bob hund-operan på en trippel-vinyl under titeln #bobhundopera. Under 2016 utkom deras tolfte fullängdsalbum, Dödliga Klassiker, på CD och vinyl.

## Medlemmar
- Thomas Öberg (sång)
- Johnny Essing (gitarr)
- Conny Nimmersjö (gitarr, sång)
- Mats Hellquist (bas)
- Jonas Jonasson (synth, sång)
- Mats Andersson (trummor) (för närvarande passiv medlem)
- Christian Gabel (trummor)

## Diskografi
| - 1994 – Bob hund - 1996 – Omslag: Martin Kann - 1998 – Jag rear ut min själ! Allt skall bort!!! - 1999 – Bob hund sover aldrig (live) - 2001 – Stenåldern kan börja - 2002 – Ingenting - 2002 – 10 år bakåt och 100 år framåt (singelalbum) - 2009 – Folkmusik för folk som inte kan bete sig som folk - 2011 – Det överexponerade gömstället - 2012 – Låter som miljarder - 2015 – #bobhundopera - 2016 – Dödliga klassiker - 2019 – 0-100 |  |  |  | - 1993 – Bob hund - 1996 – Istället för musik: Förvirring - 1996 – Düsseldorf - 1997 – Ett fall & en lösning - 1999 – Helgen v.48 - 2004 – Ystad 7.oktober 2002 - 2010 – Stumfilm - 2015 – Dödliga klassiker 3 - 2023 – DRÖMMEN ÄR EN RÅVARA - 2023 – VERKLIGHETEN ÄR EN RAFFINERAD PRODUKT |  | - 1994 – Edvin Medvind - 1998 – Nu är det väl revolution på gång? - 2001 – Skall du hänga med? Nä!! - 2001 – Dansa efter min pipa - 2002 – Den lilla planeten - 2003 – Det där nya som skulle vara så bra - 2007 – Allt på ett kort - 2009 – Tinnitus i hjärtat - 2009 – Fantastiskt (1 ex) - 2009 – Bli aldrig som oss, bli värre! - 2011 – Popsång (mot min vilja) - 2011 – Det överexponerade gömstället - 2011 – Stanna klocka stanna - 2011 – Harduingetmankandansatill? - 2012 – Låter som miljarder - 2012 – Det regnar och brinner - 2013 – Billiga lösningar till varje pris - 2013 – G# - 2013 – G - 2013 – F# - 2013 – F - 2013 – E - 2013 – D# - 2013 – C# - 2013 – C - 2013 – Bb - 2013 – B - 2013 – A - 2013 – Åh döds - 2013 – D - 2013 – Avslutningsackord - 2015 – Hjärtskärande rätt - 2015 – Blommor på brinnande fartyg (med Popkollo) - 2016 – Brooklyn salsa - 2016 – Din piñata - 2017 – Hjärtskärande rätt (feat. Silja Sol) - 2019 – Vi är såå lyckliga som bara olyckliga människor kan bli - 2019 – !MP0PULÄRMUS!K - 2020 – Reserverat för spöken - 2020 – Reserverat för spöken 2020 - 2022 – Skräck eller lycka? - 2022 – Du och jag är som X och Y - 2022 – Edvin Medvind - 2022 – Din Hund - 2022 – Nu har du gått för långt! - 2023 – Stark som en hare - 2023 – Får jag spy? - 2023 – Rådjursögon&Tårgas |